# Krystyna Ozga
Krystyna Ewa Ozga (Częstochowa; 20 de Junho de 1944) é uma política da Polónia. Ela foi eleita para a Sejm em 25 de Setembro de 2005 com 8250 votos em 10 no distrito de Piotrków Trybunalski, candidata pelas listas do partido Polskie Stronnictwo Ludowe.
Ela também foi membro da Sejm 1993-1997 e Sejm 2001-2005.